# Нурымбет
Нурымбет (каз. Нұрымбет, до 2008 г. — Западное) — аул в Жамбылском районе Северо-Казахстанской области Казахстана. Входит в состав Пресноредутского сельского округа. Код КАТО — 594661200.

## Население
В 1999 году население аула составляло 255 человек (121 мужчина и 134 женщины). По данным переписи 2009 года, в ауле проживало 131 человек (60 мужчин и 71 женщина).